# Qarqarat al-Kudr
Qarqarat al-Kudr es un lugar en Arabia Saudí cerca de Khaybar. Durante la época del profeta islámico Mahoma, la Invasión de Al Kudr tuvo lugar aquí contra la tribu Banu Salim. En esa época era un abrevadero.
La tribu Banu Salim vivía en Nejd en aquella época